# Lemma di Dynkin
Il lemma di Dynkin, altresì detto teorema delle classi monotone, è un enunciato importante in teoria della misura che ha, tra le varie conseguenze, il teorema di unicità delle probabilità. Deve il suo nome al matematico russo Evgenij Borisovič Dynkin.

## Definizioni preliminari
Un {\displaystyle \pi }-sistema è una famiglia di parti {\displaystyle {\mathcal {I}}} di un insieme {\displaystyle \Omega } con le seguenti caratteristiche:
- {\displaystyle {\mathcal {I}}\neq \varnothing ;}
- {\displaystyle A,B\in {\mathcal {I}}\Rightarrow A\cap B\in {\mathcal {I}}.}

Una classe monotona (detta anche {\displaystyle \lambda }-sistema) è una famiglia di parti {\displaystyle {\mathcal {M}}} di un insieme {\displaystyle \Omega } con le seguenti caratteristiche:
- {\displaystyle \Omega \in {\mathcal {M}};}
- {\displaystyle A,B\in {\mathcal {M}},A\subset B\Rightarrow B\setminus A\in {\mathcal {M}};}
- {\displaystyle \{A_{n}\}\in {\mathcal {M}}}, {\displaystyle A_{n}\subset A_{n+1}\Rightarrow \bigcup _{n=1}^{\infty }{A_{n}}\in {\mathcal {M}}.}

Si definisce {\displaystyle \sigma }-algebra generata da una famiglia di parti {\displaystyle {\mathcal {F}}}, in notazione {\displaystyle \sigma ({\mathcal {F}})} la più piccola {\displaystyle \sigma }-algebra contenente {\displaystyle {\mathcal {F}}}; analogamente e con la notazione {\displaystyle \lambda ({\mathcal {F}})} è definita la classe monotona generata da {\displaystyle {\mathcal {F}}}.

## Enunciato del lemma e dimostrazione
Se {\displaystyle {\mathcal {I}}} è un {\displaystyle \pi }-sistema contenente {\displaystyle \Omega }, allora si ha l'uguaglianza {\displaystyle \lambda ({\mathcal {I}})=\sigma ({\mathcal {I}})}.
Infatti, se {\displaystyle {\mathcal {I}}} contiene {\displaystyle \Omega } allora è evidente che {\displaystyle \lambda ({\mathcal {I}})} è chiusa per passaggio al complementare, perché {\displaystyle A^{c}=\Omega \setminus A} e una classe monotona è chiusa rispetto alla differenza insiemistica. Abbiamo dimostrato la prima delle due caratteristiche fondamentali di una {\displaystyle \sigma }-algebra.
Se una classe di insiemi è chiusa per passaggio al complementare e per intersezioni finite, applicando le leggi di De Morgan, essa è chiusa per unioni finite. Se inoltre una famiglia di insiemi è chiusa per unioni finite e per unioni numerabili crescenti (terza proprietà di classe monotona nell'elenco), allora questa sarà chiusa per tutte le unioni numerabili (altra proprietà fondante delle {\displaystyle \sigma }-algebre).
Non resta che dimostrare la chiusura di {\displaystyle \lambda ({\mathcal {I}})}. La suddetta dimostrazione si articola in due parti:
- {\displaystyle A\in {\mathcal {I}},B\in \lambda ({\mathcal {I}})\Rightarrow A\cap B\in \lambda ({\mathcal {I}});}
- {\displaystyle A\in \lambda ({\mathcal {I}}),B\in \lambda ({\mathcal {I}})\Rightarrow A\cap B\in \lambda ({\mathcal {I}}).}

Non si tratta che di effettuare banali verifiche delle proprietà di {\displaystyle \lambda }-sistema sulle seguenti classi di insiemi:
- {\displaystyle {\mathcal {M}}:=\{B\in \lambda ({\mathcal {I}})|A\cap B\in \lambda ({\mathcal {I}}),A\in {\mathcal {I}}\};}
- {\displaystyle {\mathcal {M}}':=\{B\in \lambda ({\mathcal {I}})|A\cap B\in \lambda ({\mathcal {I}}),A\in \lambda ({\mathcal {I}})\}.}